# Stammlager IV B

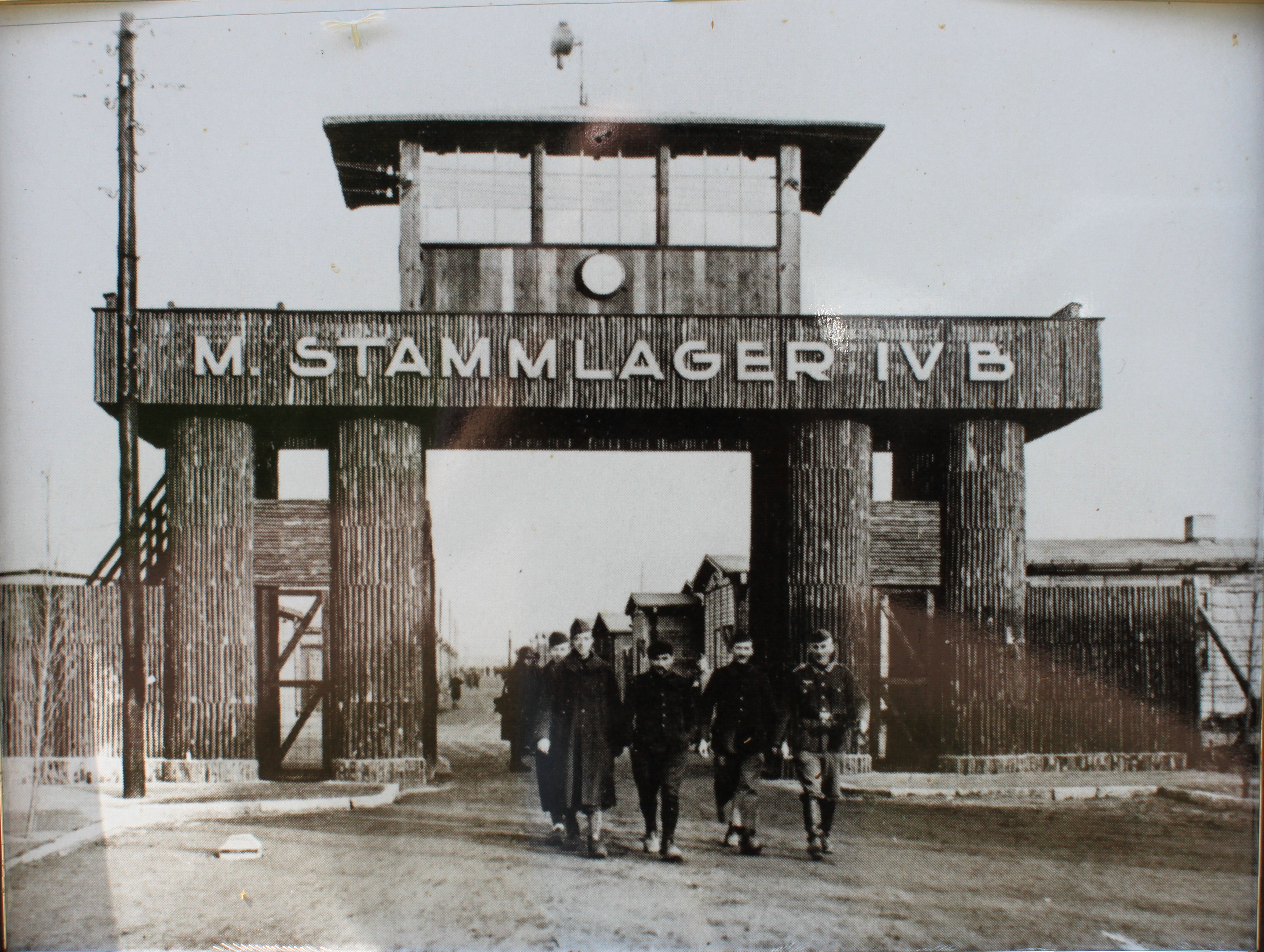
Lagertoreingang des Stammlagers IV B

Das Stammlager IV B (Stalag IV B, auch Stalag IV-B geschrieben) war ein von der Wehrmacht 1939 erbautes Stammlager für Kriegsgefangene im Wehrkreis IV (Dresden). Es lag 5 Kilometer nordöstlich von Mühlberg/Elbe, nahe dem Bahnhof Neuburxdorf in der preußischen Provinz Sachsen, ab 1944 in der Provinz Halle-Merseburg. 

## Die Ausmaße des Lagers
Das Lager wurde 1939 von der Wehrmacht auf 30 Hektar für Kriegsgefangene errichtet. Die Gebäude existieren nicht mehr. Nur die Fundamente mit Hinweistafeln sind noch zu sehen. Die Initiativgruppe Lager Mühlberg e. V. dokumentiert Funktion und Aufbau des Lagers. Das Lager war mit Stacheldraht eingezäunt und verfügte über ein Vorlager für die Verwaltung. Durch das eigentliche Lager führte eine Hauptstraße, an der zu beiden Seiten insgesamt 40 Unterkunfts-Baracken standen.

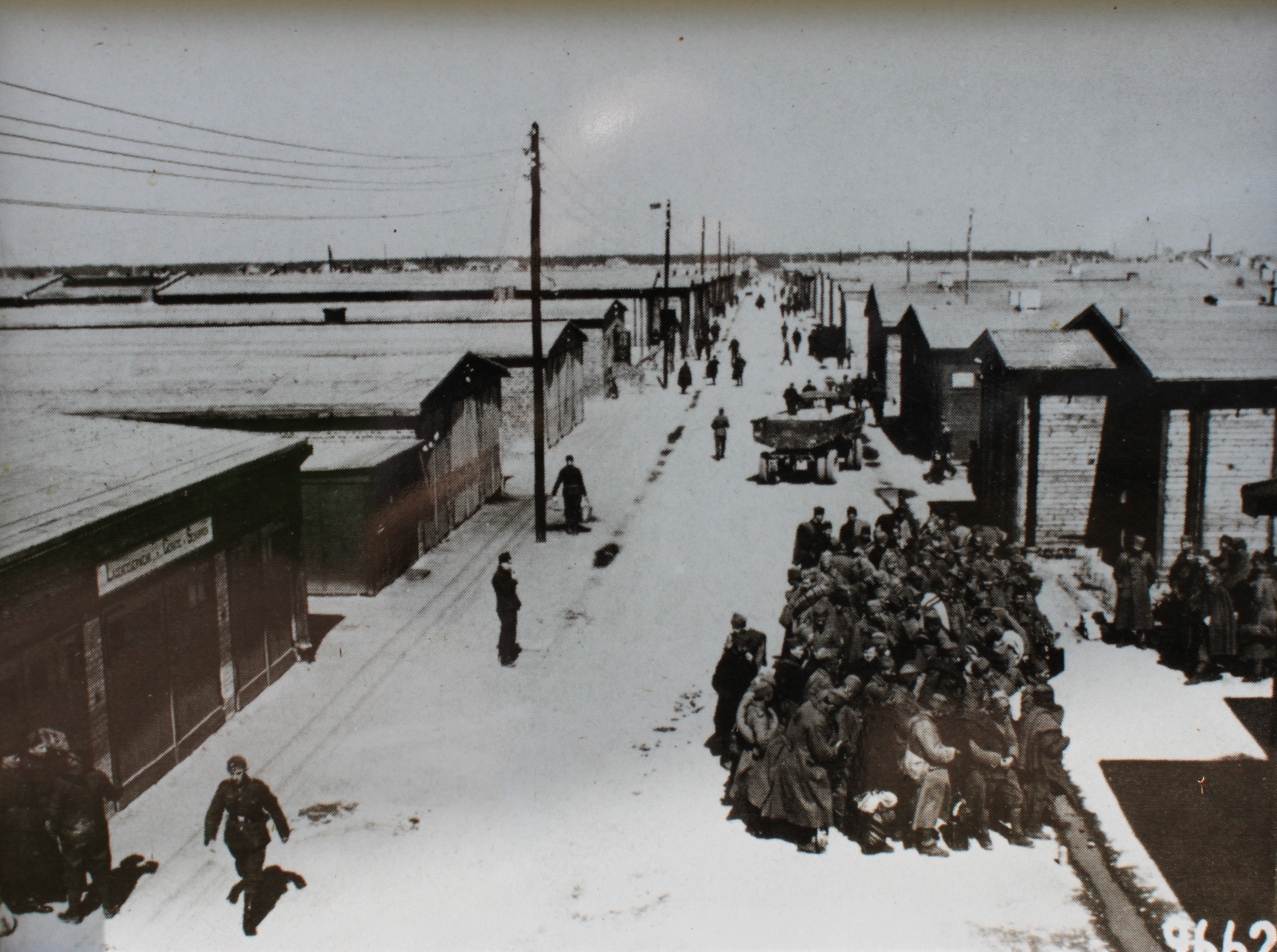
Blick über die Lagerstraße
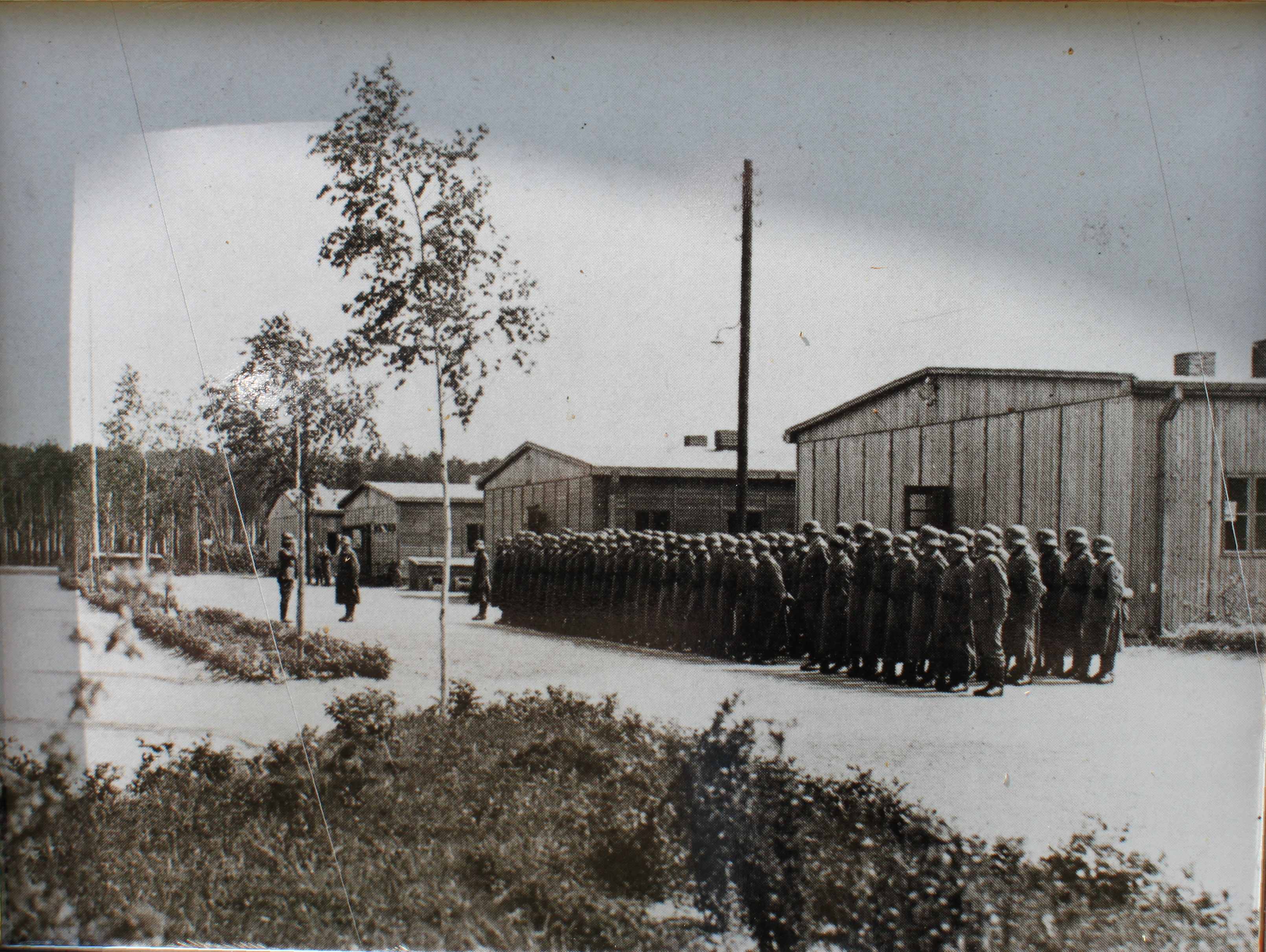
Appell der deutschen Wachmannschaften
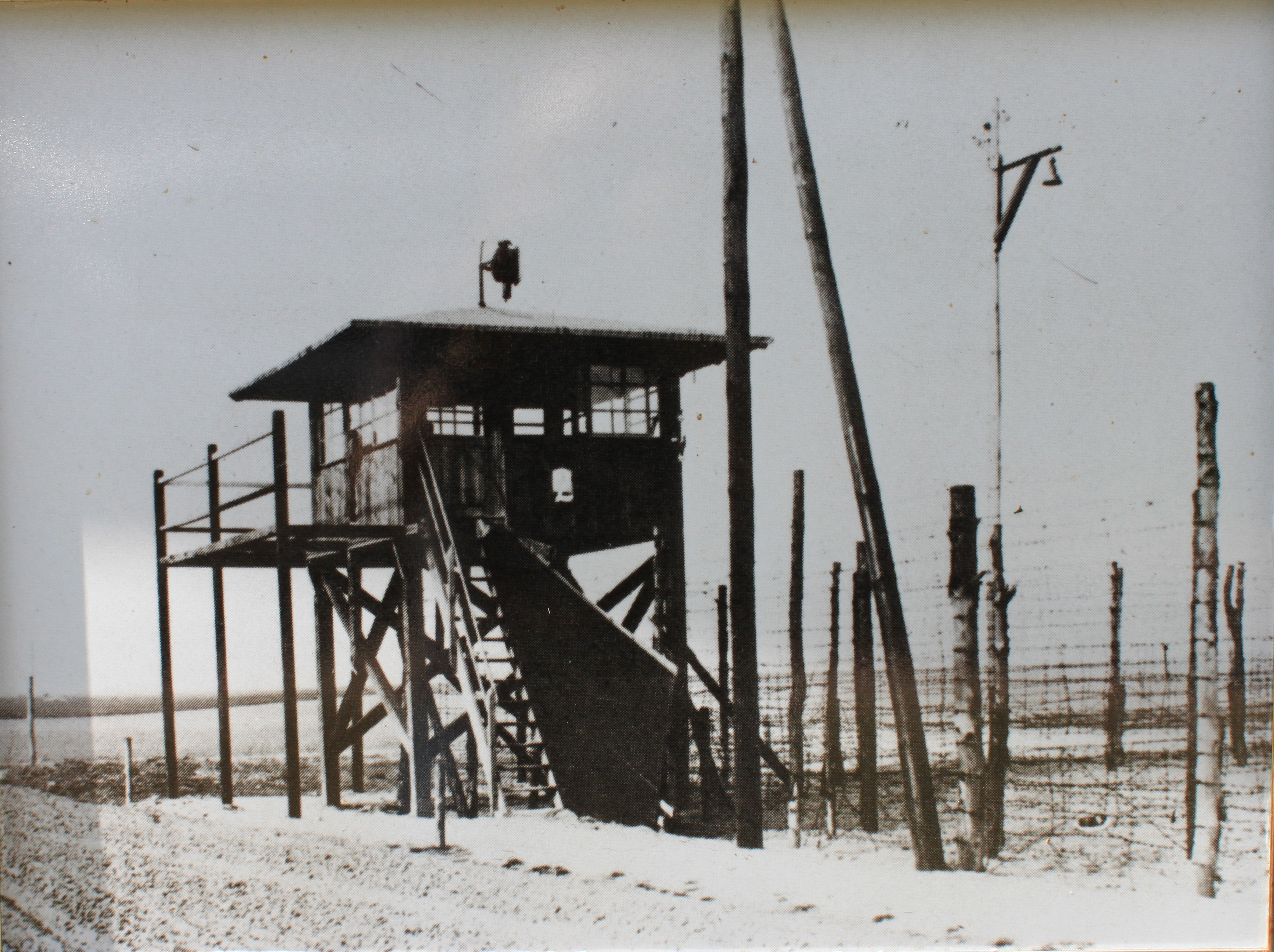
Wachturm

## Die Kriegsgefangenen

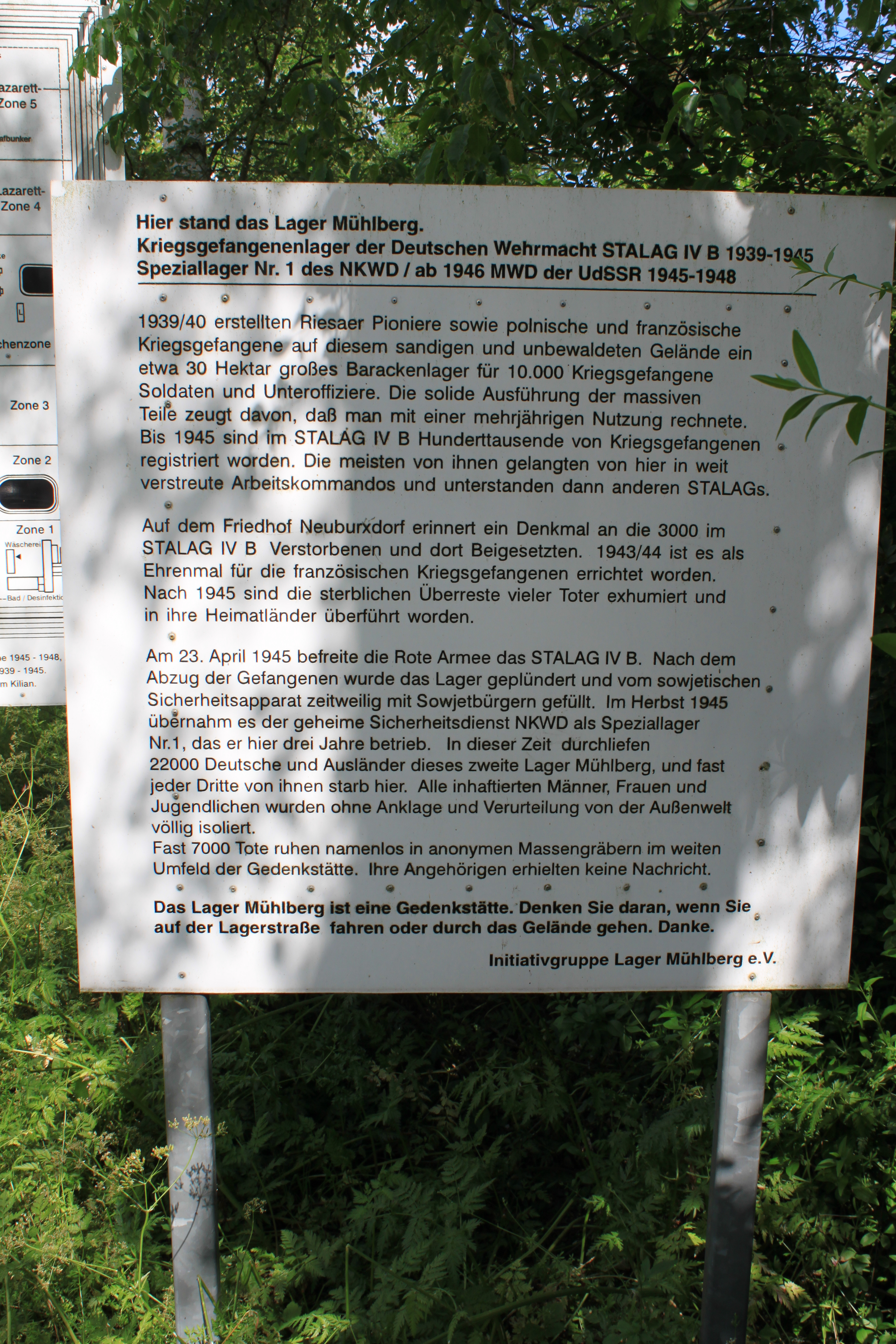
Informationstafel zur Geschichte des Stalag IV B

Nach dem Einmarsch in Polen im September 1939 mussten 17.000 polnische Kriegsgefangene unter freiem Himmel oder in Zelten im Lager verbleiben. Bis 1940 wurden dort belgische, französische, nordafrikanische, serbische, britische und Soldaten aus dem Commonwealth sowie niederländische Soldaten festgehalten. Ab 1941 kamen sowjetische, 1943 italienische und 1944 nach der Invasion amerikanische Kriegsgefangene und über 1500 dänische Polizisten (→ Deportation der dänischen Polizisten) dazu. Nach dem Warschauer Aufstand 1944 kamen Tausende von Polen und nach der Ardennenoffensive im Dezember 1944 / Januar 1945 kamen 7500 Amerikaner dazu. Insgesamt konnten bis zu 16.000 Mann gleichzeitig festgehalten werden. Die Kriegsgefangenen wurden in externen Arbeitskommandos eingesetzt, kamen in andere Lager oder blieben im Lager. Die sowjetischen Soldaten wurden schlecht behandelt.

## Lageralltag

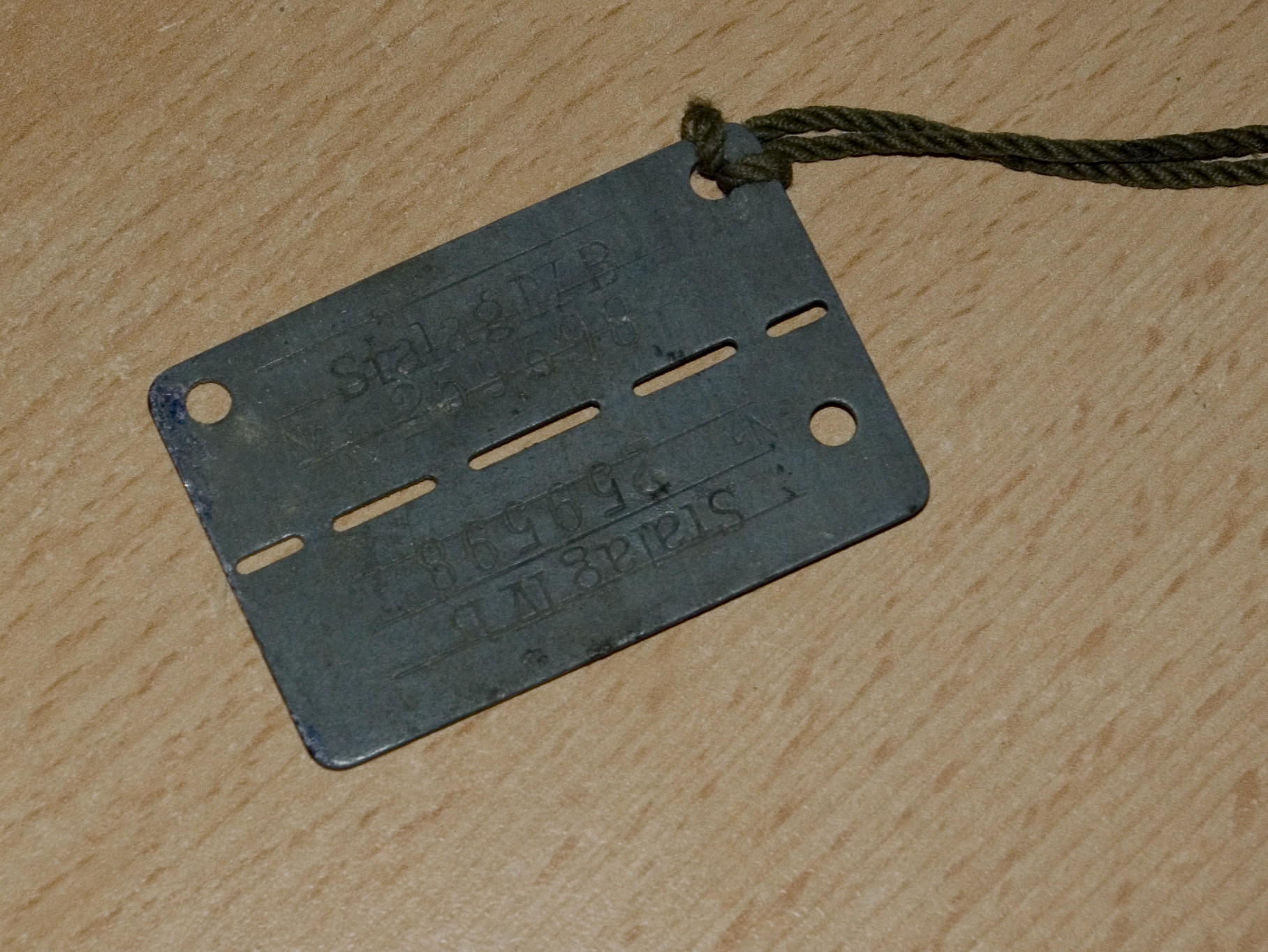
Häftlingsnummer Stalag IV B

Nach Zeitzeugenberichten aus dem Jahr 1940 kamen die Kriegsgefangenen nach mehrtägigem Transport in geschlossenen Güterwagen im Bahnhof Neuburxdorf an und wurden von dort im beschleunigten mehrstündigen Fußmarsch zum Lager gebracht. Sie bekamen eine Häftlingsnummer, die Tag und Nacht getragen werden musste, und wurden fotografiert. Die persönlichen Gegenstände mussten abgegeben werden, Kleidung und Holzschuhe wurden ausgegeben.
Das Lager war durch Stacheldraht abgeschottet. Im Inneren befand sich ein Vorlager. Das Lager IV B wurde durch die zentrale Lagerstraße in zwei Teile mit Baracken geteilt. Die Gefangenen schliefen in dreistöckigen Betten. Von Wachtürmen aus wurden die Lagergrenzen überwacht. Die Gefangenen wurden morgens um 5 Uhr geweckt und mussten um 22:00 Uhr wieder in ihren Unterkünften sein. Es gab Arbeitskommandos innerhalb und außerhalb des Stalags. Die nicht zur Arbeit eingeteilten Gefangenen mussten sich innerhalb der Baracken zur Verfügung aufhalten. Briefpost und Pakete waren erlaubt, ebenso Gottesdienste am Sonntag. Es gab ein Lazarett.

## Soldatenfriedhof Neuburxdorf

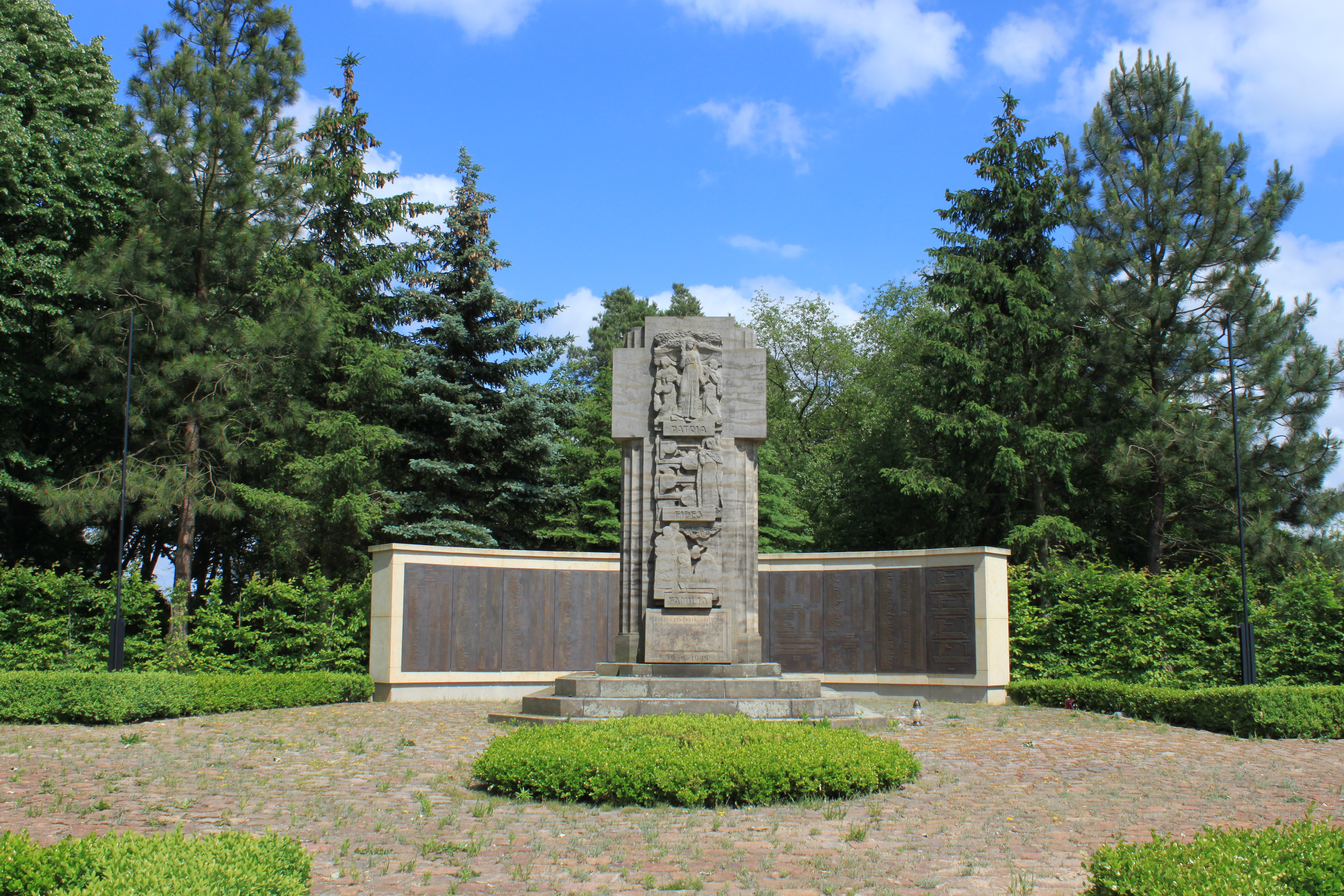
Soldatenfriedhof mit Gedenkstätte in Neuburxdorf

Im Lager kamen ca. 3000 Kriegsgefangene ums Leben, davon 2350 Sowjetsoldaten. Die sowjetischen Gefangenen wurden nicht entsprechend den Genfer Konventionen behandelt. Die verstorbenen Kriegsgefangenen der meisten Nationen wurden während des Krieges auf dem Soldatenfriedhof Neuburxdorf in Einzelgräbern bestattet, die Sowjetsoldaten beerdigte man zum großen Teil in Massengräbern. 
Nach 1945 wurden die meisten Gebeine der beerdigten Kriegsgefangenen exhumiert und in ihre Heimatländer überführt. Die sterblichen Überreste der Sowjetsoldaten bettete man ebenfalls um und bestattete sie auf dem Friedhof der Stadt Elsterwerda.
Heute befindet sich auf dem Friedhof eine Gedenkstätte für die Kriegsgefangenen des Stalag IV B.

## Die Toten des Stalag IV H
1942 wurde das Stammlager Stalag IV H bei Zeithain dem Mühlberger Lager als Nebenlager unterstellt. Eine große Zahl von Kriegsgefangenen des Stalags IV B wurde bei Krankheit entweder direkt oder aus einem Arbeitskommando heraus in das Stalag IV H überstellt, das als Lazarettlager diente. Dort starben etwa 25.000 bis 30.000 sowjetische Kriegsgefangene und über 900 Kriegsgefangene aus anderen Staaten.

## Befreiung des Lagers
Am 23. April 1945 setzten sich die Bewacher des Lagers ab, und die Rote Armee befreite das Lager. Es wurde nicht geschlossen, sondern als Durchgangslager für befreite sowjetische Kriegsgefangene oder Angehörige der Wlassow-Armee benutzt. Letztere wurden wegen Vaterlandsverrat hingerichtet oder in Gulags gebracht.

## Bekannte Personen im Stalag IV B
Kriegsgefangene
- Claude Simon, Literaturnobelpreisträger, Frankreich
- Konstanty Ildefons Gałczyński, Schriftsteller, Polen
- Kurt Vonnegut, Schriftsteller, USA

Wachmannschaft
- Max Schwimmer, Graphiker, Leipzig

## Nach 1945 – Speziallager Nr.1 Mühlberg
Nach dem Ende des Zweiten Weltkriegs wurde das Lager als Speziallager Nr. 1 Mühlberg vom sowjetischen NKWD und SMERSCH, vom September 1945 bis 1948, betrieben. Etwa 22.000 Personen wurden in dieser Zeit inhaftiert, von denen etwa 7.000 die Gefangenschaft nicht überlebten. Die Verstorbenen wurden in Massengräbern am Rande des Geländes beerdigt.

## Gedenkstätte

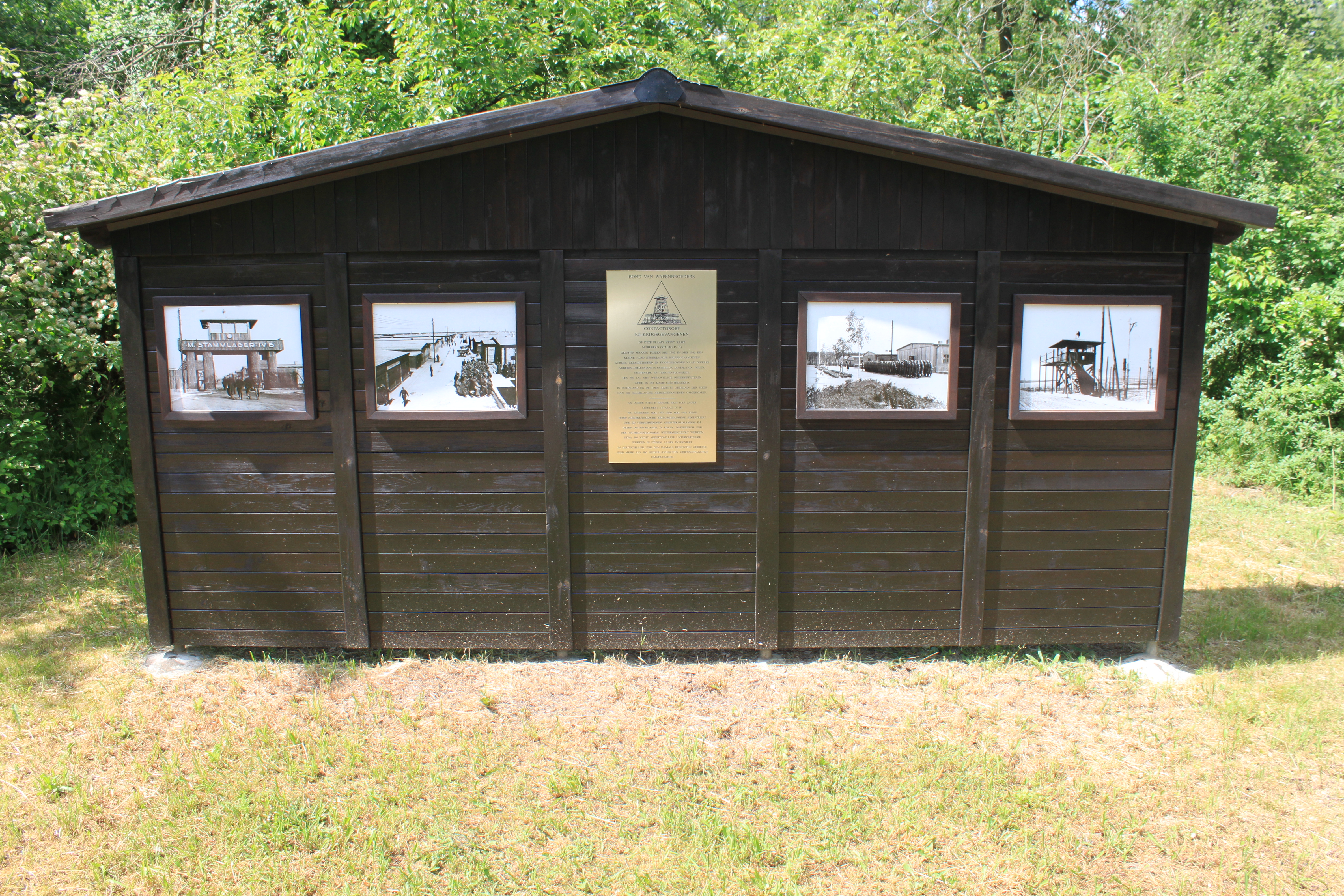
Nachbau einer Barackenfront in der Gedenkstätte für das Stalag IV B

Heute befindet sich auf dem Gelände des Stalag IVB eine Gedenkstätte. Von den Gebäuden des Stalag IVB sind nur noch einige Fundamentfragmente vorhanden. Auf einem Weg durch das Gelände können sich die Besucher seit 2012 auf 17 Glasstelen über die Bedingungen im Stalag IVB und im sowjetischen Speziallager informieren. Niederländische Kriegsveteranen haben symbolisch eine Barackenfront nachgebaut. 
Die bundeseigene Bodenverwertungs- und -verwaltungs GmbH hatte Mitte 2016 Käufer für das Bergwerkseigentum auf dem Gelände der Gedenkstätte gesucht, um das Areal zum Kiesabbau zu nutzen. Dies stieß auf vielfältigen Widerstand. Im Februar 2017 wurde jedoch in einer Beratung mit dem Landesamt für Bergbau, Geologie und Rohstoffe Brandenburg beschlossen, die Fläche des Speziallagers Mühlberg vom Kiesabbau auszunehmen.